# Kwanza
O kwanza (símbolo: Kz; código ISO 4217: AOA) é a unidade monetária de Angola.
Desde 1977 circularam em Angola quatro moedas diferentes com o nome kwanza.
| Início                 | Fim                    | Moeda                   | Subdivisão   | Equivalência                                |
| ---------------------- | ---------------------- | ----------------------- | ------------ | ------------------------------------------- |
| 8 de Janeiro de 1977   | 24 de Setembro de 1990 | Kwanza (AOK)            | 100 lweis    | 1 kwanza = 1 escudo angolano                |
| 25 de Setembro de 1990 | 30 de Junho de 1995    | Novo kwanza (AON)       | nenhuma      | 1 novo kwanza = 1 kwanza                    |
| 1 de Julho de 1995     | 30 de Novembro de 1999 | Kwanza reajustado (AOR) | nenhuma      | 1 kwanza reajustado = 1.000 novos kwanzas   |
| 1 de Dezembro de 1999  | presente               | Kwanza (AOA)            | 100 cêntimos | 1 kwanza = 1.000.000 de kwanzas reajustados |

## Primeiro Kwanza (AOK), 1977-1990
O kwanza foi introduzido após a independência de Angola. Substituiu o escudo em paridade e estava subdividido em 100 lwei. O seu código ISO 4217 era AOK.

### Moedas
As primeiras moedas foram cunhadas sem data de emissão, apesar de todas ostentarem a data da independência do país, 11 de Novembro de 1975 e a inscrição "RP DE ANGOLA" (i.e., República Popular de Angola). Tinham denominações de 10, 20, 50 lwei, 1, 2, 5 e 10 kwanzas. Em 1978 foram cunhadas moedas de 20 kwanzas. A última data a aparecer nestas moedas foi 1979.

## Novo Kwanza (AON), 1990-1995
Em 1990, o novo kwanza foi introduzido, com o código ISO 4217 AON. Apesar da sua paridade em relação ao kwanza anterior, os angolanos só puderam trocar 5% das notas antigas por novas. O resto das notas teria que ser trocado por títulos do governo. O novo kwanza foi vítima de uma forte inflação.

## Kwanza Reajustado (AOR), 1995-1999
Apesar da taxa de câmbio para o kwanza anterior ser de 1000 para 1, tão pequeno era o valor do kwanza antigo, a nota mais pequena emitida foi de 1000 kwanzas reajustados. A inflação continuou, tendo havido notas de 5 milhões de kwanzas reajustados. Não foram emitidas moedas.

## Segundo Kwanza (AOA), desde 1999
Em 1999, foi introduzida uma segunda unidade monetária chamada simplesmente kwanza. Mas, ao contrário do primeiro kwanza, esta nova moeda estava subdivididas em 100 cêntimos. Com o segundo kwanza foram reintroduzidas as moedas. Apesar da inflação inicial, o seu valor encontra-se agora estabilizado.

### Moedas
| Moedas      | Moedas              | Moedas              | Moedas               | Moedas    | Moedas                                    | Moedas    | Moedas                    |
| Valor       | Parâmetros técnicos | Parâmetros técnicos | Parâmetros técnicos  | Descrição | Descrição                                 | Descrição | Data da primeira cunhagem |
| Valor       | Diâmetro            | Peso                | Composição           | Rebordo   | Anverso                                   | Reverso   | Data da primeira cunhagem |
| ----------- | ------------------- | ------------------- | -------------------- | --------- | ----------------------------------------- | --------- | ------------------------- |
| 10 cêntimos | 15 mm               | 1,5 g               | aço folheado a cobre | serrilha  | REPÚBLICA DE ANGOLA, brasão de armas, ano | valor     | 1999                      |
| 50 cêntimos | 18 mm               | 3 g                 | aço folheado a cobre | serrilha  | REPÚBLICA DE ANGOLA, brasão de armas, ano | valor     | 1999                      |
| 1 kwanza    | 21 mm               | 4,5 g               | cuproníquel          | serrilha  | REPÚBLICA DE ANGOLA, brasão de armas, ano | valor     | 1999                      |
| 2 kwanzas   | 22 mm               | 5 g                 | cuproníquel          | serrilha  | REPÚBLICA DE ANGOLA, brasão de armas, ano | valor     | 1999                      |
| 5 kwanzas   | 26 mm               | 7 g                 | cuproníquel          | serrilha  | REPÚBLICA DE ANGOLA, brasão de armas, ano | valor     | 1999                      |

Dado o seu baixo valor, as moedas de 10 e 50 cêntimos deixaram de circular.

## Evolução das taxas de câmbio face ao dólar
A tabela abaixo mostra a evolução do valor de um dólar americano em kwanzas de Angola:
| Data                  | Código e designação da moeda | Taxa                                   |
| --------------------- | ---------------------------- | -------------------------------------- |
| 1994                  | AON novo kwanza              | 34.200 - 850.000                       |
| Jan. a Jun. de 1995   | AON novo kwanza              | 1.000.000 - 2.100.000                  |
| 1 de Julho de 1995    |                              | 1.000 AON -> 1 AOR (kwanza reajustado) |
| Jul. a Dez. de 1995   | AOR kwanza reajustado        | 2.100 - 13.000                         |
| 1996                  | AOR kwanza reajustado        | 13.000 - 210.000 - 194.000             |
| 1997                  | AOR kwanza reajustado        | 194.000 - 253.300                      |
| 1998                  | AOR kwanza reajustado        | 253.300 - 594.000                      |
| 1999                  | AOR kwanza reajustado        | 594.000 - 5.400.000                    |
| 1 de Dezembro de 1999 |                              | 1 milhão AOR -> 1 AOA (kwanza)         |
| 2000                  | AOA kwanza                   | 5,4 - 16,3                             |
| 2001                  | AOA kwanza                   | 16,3 - 31,12                           |
| 2002                  | AOA kwanza                   | 31,12 - 57,47                          |
| 2003                  | AOA kwanza                   | 57,47 - 86,88 - 78,61                  |
| 2004                  | AOA kwanza                   | 78,61 - 85,90                          |
| 2005                  | AOA kwanza                   | 85,90 - 88,97 - 80,58                  |
| 2006                  | AOA kwanza                   | 80,58 - 89,01 - 80,57                  |
| 2007                  | AOA kwanza                   | 80,57 - 74,78 - 75,03                  |
| 2008                  | AOA kwanza                   | 75,03 - 75,13                          |
| 2009                  | AOA kwanza                   | 75,13 - 88,75                          |
| 2010                  | AOA kwanza                   | 88,75 -                                |
| 2015                  | AOA kwanza                   | 120,00                                 |

Ao longo da década de 1990 a moeda de Angola foi, por diversas vezes, considerada a unidade monetária de menor valor.